# Réaumont
Réaumont é uma comuna francesa na região administrativa de Auvérnia-Ródano-Alpes, no departamento de Isère. Estende-se por uma área de 4,95 km². Em 2010 a comuna tinha 1 041 habitantes (densidade: 210,3 hab./km²).